# Toirdhealbhach Cairbreach mac Neachtain Ó Domhnaill
Toirdhealbhach Cairbreach mac Neachtain  Ó Domhnaill (mort après 1461) , 17e O'Donnell ou Ua Domhnaill du  clan, et roi de  Tyrconnell en Irlande de 1456 à sa déposition en 1461.

## Règne
Toirdhealbhach Cairbreach mac Neachtain Ó Domhnaill est le fils cadet de Neachtan mac Toirdhealbhaigh Ó Domhnaill. il est le frère de Ruaidhrí mac Neachtain Ó Domhnaill 15e O'Donnell ou Ua Domhnaill
Après la mort au combat contre Énri mac Eóghain O' Neill le 28 avril 1456 de Domnhall mac Niall Ghairbh Ó Domhnaill et la capture de son frère Aodh Ruadh et de son partisan le fils de Mac Sweeney;  Toirdhealbhach Cairbreach  Ó Domhnaill qui avait été exilé par Domnhall mac Niall est institué  17e Ó Domnaill par Ó Neill
Deux ans plus tard Toirdhelbhach Cairbreach mac Nechtain et son allié Énri mac Eóghain joignent leurs forces d'abord contre le bas Connacht d'où ils avancent jusque dans le royaume de Bréifne où ils pillent et brûlent une partie du territoire sans épargner Dumahaire qui était la cité principale des Ó Ruairc Bréifne. Ils reçoivent des otages du bas Connacht qui sont confiés à Ó Domhnaill. En 1460 après quatre années de captivité Aodh Ruaid Ó Domhnaill et Mulmurry Mac Sweeny sont libérés par Énri mac Eóghain ce qui avait permis au fils de Neachtan de bénéficier de la Chefferie car il « les préférait au fils de Niall » 
L'année suivante les fils de Niall Ghairbh: Aodh Ruaid, Conn (mort en 1464) et Eóghan, à cause de « l'animosité de leurs cousins les fils de Neachtan », rassemblent leurs forces et celles de leurs alliés les Mac Sweeney du Fánad pour exercer leur vengeance. A cette nouvelle Toirdhealbhach  et ses frères marchent contre eux appuyés par un contingent de Gallowglass. Les deux armées se rencontrent à Cenn-Maghaire  et une furieuse bataille éclate Toirdhealbhach est vaincu fait prisonnier, mutilé et déposé. son frère Maghnus est tué ainsi que bon nombre de ses partisans. Les vainqueurs se rendent à Cill-Mic-Nenain et Aodh Ruaid est élu légalement  Ó Domhnaill et Mulmurry Mac Sweeney prend le titre de « Mac Suibhne Fánad (anglais:Mac Sweeney Fanad) » 

## Sources
- (en) T.W Moody, F.X. Martin, F.J. Byrne A New History of Ireland , Volume IX Maps, Genealogies, Lists. A companion to Irish History part II . Oxford University Press réédition 2011  (ISBN 9780199593064).
- (en) Steven G. Ellis, Ireland in the Age of the Tudors, 1447-1603, Routledge Édition, 1998 (ISBN 978-0-582-01901-0)